# El Makarem de Mahdia
El Makarem de Mahdia – tunezyjski klub piłkarski z siedzibą w Al-Mahdijji.

## Historia
Klub został założony w 1937. W sezonie 1960/1961 zadebiutował w rozgrywkach pierwszej ligi.

### Historia występów w pierwszej lidze
| Sezon   | Liga               | Miejsce      |
| ------- | ------------------ | ------------ |
| 1960/61 | Division Nationale | 10.          |
| 1961/62 | Division Nationale | 12. (spadek) |
| 1970/71 | Division Nationale | 6.           |
| 1971/72 | Division Nationale | 10.          |
| 1972/73 | Division Nationale | 10.          |
| 1973/74 | Division Nationale | 6.           |
| 1974/75 | Division Nationale | 13.          |
| 1975/76 | Division Nationale | 13. (spadek) |
| 1981/82 | Division Nationale | 14. (spadek) |

## Reprezentanci kraju grający w klubie
stan na grudzień 2023
|  | - Mokhtar Hasni - Béchir Mogâadi - Nader Ouerda |